# Colonia Trigomil
Colonia Trigomil är en ort i Mexiko.   Den ligger i kommunen Unión de Tula och delstaten Jalisco, i den södra delen av landet, 500 km väster om huvudstaden Mexico City. Colonia Trigomil ligger 1 410 meter över havet och antalet invånare är 415.
Terrängen runt Colonia Trigomil är lite kuperad, och sluttar västerut. Runt Colonia Trigomil är det ganska glesbefolkat, med 21 invånare per kvadratkilometer. Närmaste större samhälle är Unión de Tula, 2,5 km nordväst om Colonia Trigomil. I omgivningarna runt Colonia Trigomil växer huvudsakligen savannskog.